# Ana Peleteiro
Ana Peleteiro-Compaoré Brión (Ribeira, 2 dicembre 1995) è una triplista spagnola, campionessa europea a Roma 2024, due volte campionessa europea indoor (a Glasgow 2019 ed a Apeldoorn 2025) e medaglia di bronzo olimpica a Tokyo 2020.

## Progressione

### Salto triplo
| Stagione | Misura  | Luogo      | Data      | Rank. Mond. |
| -------- | ------- | ---------- | --------- | ----------- |
| 2023     | 14,15 m | Madrid     | 22-7-2023 |             |
| 2021     | 14,87 m | Tokyo      | 1-8-2021  |             |
| 2019     | 14,59 m | Parigi     | 24-8-2019 |             |
| 2018     | 14,55 m | Getafe     | 22-7-2018 |             |
| 2017     | 14,23 m | Londra     | 7-8-2017  |             |
| 2016     | 13,55 m | Lisbona    | 12-6-2016 | 92ª         |
| 2015     | 14,03 m | Čeboksary  | 20-6-2015 | 34ª         |
| 2014     | 14,07 m | Salamanca  | 12-6-2014 | 36ª         |
| 2013     | 13,29 m | Rieti      | 19-7-2013 |             |
| 2012     | 14,17 m | Barcellona | 12-7-2012 | 44ª         |
| 2011     | 13,17 m | Trebisonda | 26-7-2011 |             |

### Salto triplo indoor
| Stagione | Misura  | Luogo      | Data      | Rank. Mond. |
| -------- | ------- | ---------- | --------- | ----------- |
| 2024/25  | 14,37 m | Apeldoorn  | 7-3-2025  |             |
| 2021/22  | 14,30 m | Belgrado   | 20-3-2022 |             |
| 2020/21  | 14,52 m | Toruń      | 7-3-2021  |             |
| 2019/20  | 13,90 m | Ourense    | 29-2-2020 |             |
| 2018/19  | 14,73 m | Glasgow    | 3-3-2019  |             |
| 2017/18  | 14,40 m | Birmingham | 3-3-2018  |             |
| 2016/17  | 14,20 m | Belgrado   | 3-3-2017  |             |
| 2015/16  | 13,91 m | Madrid     | 26-2-2016 | 19ª         |
| 2014/15  | 13,68 m | Antequera  | 21-2-2015 | 37ª         |
| 2013/14  | 13,91 m | Sabadell   | 23-2-2014 | 18ª         |
| 2012/13  | 13,75 m | Sabadell   | 17-2-2013 | 39ª         |
| 2011/12  | 13,04 m | La Coruña  | 28-1-2012 |             |
| 2010/11  | 12,70 m | Saragozza  | 12-3-2011 |             |

## Palmarès
| Anno | Manifestazione  | Sede              | Evento       | Risultato | Prestazione | Note                                                      |
| ---- | --------------- | ----------------- | ------------ | --------- | ----------- | --------------------------------------------------------- |
| 2011 | Mondiali U18    | Villeneuve-d'Ascq | Salto triplo | Bronzo    | 12,92 m     |                                                           |
| 2012 | Mondiali U20    | Barcellona        | Salto triplo | Oro       | 14,17 m     | Miglior prestazione mondiale stagionale under 20          |
| 2013 | Europei U20     | Rieti             | Salto triplo | Bronzo    | 13,29 m     | Miglior prestazione personale stagionale                  |
| 2014 | Mondiali U20    | Eugene            | Salto triplo | 6ª        | 13,71 m     |                                                           |
| 2016 | Mondiali indoor | Portland          | Salto triplo | 11ª       | 13,59 m     |                                                           |
| 2017 | Europei indoor  | Belgrado          | Salto triplo | 5ª        | 14,13 m     |                                                           |
| 2017 | Europei U23     | Bydgoszcz         | Salto triplo | Argento   | 14,19 m     |                                                           |
| 2017 | Mondiali        | Londra            | Salto triplo | 7ª        | 14,23 m     | Miglior prestazione personale                             |
| 2018 | Mondiali indoor | Birmingham        | Salto triplo | Bronzo    | 14,40 m     | Miglior prestazione personale                             |
| 2018 | Europei         | Berlino           | Salto triplo | Bronzo    | 14,44 m     |                                                           |
| 2019 | Europei indoor  | Glasgow           | Salto triplo | Oro       | 14,73 m     | Miglior prestazione europea stagionale · Record nazionale |
| 2019 | Mondiali        | Doha              | Salto triplo | 6ª        | 14,47 m     |                                                           |
| 2021 | Europei indoor  | Toruń             | Salto triplo | Argento   | 14,52 m     | Miglior prestazione personale stagionale                  |
| 2021 | Giochi olimpici | Tokyo             | Salto triplo | Bronzo    | 14,87 m     | Record nazionale                                          |
| 2022 | Mondiali indoor | Belgrado          | Salto triplo | 8ª        | 14,30 m     | Miglior prestazione personale stagionale                  |
| 2024 | Mondiali indoor | Glasgow           | Salto triplo | Bronzo    | 14,75 m     | Miglior prestazione personale stagionale                  |
| 2024 | Europei         | Roma              | Salto triplo | Oro       | 14,85 m     | =                                                         |
| 2024 | Giochi olimpici | Parigi            | Salto triplo | 6ª        | 14,59 m     |                                                           |
| 2025 | Europei indoor  | Apeldoorn         | Salto triplo | Oro       | 14,37 m     |                                                           |
| 2025 | Mondiali indoor | Nanchino          | Salto triplo | Bronzo    | 14,29 m     |                                                           |

## Campionati nazionali
- 5 volte campionessa nazionale assoluta di salto triplo (2015, 2017, 2018, 2019, 2021)
- 6 volte campionessa nazionale assoluta indoor di salto triplo (2014, 2016, 2017, 2018, 2020, 2021)
- 2 volte campionessa nazionale under 20 di salto triplo (2013, 2014)
- 2 volte campionessa nazionale under 20 indoor di salto triplo (2013, 2014)
- 1 volta campionessa nazionale under 20 indoor dei 60 m piani (2014)